# Liste der Marskrater/Z
| Name    | Benannt nach                                      | Lage               | Mittlerer Durchmesser (km) | Name gültig seit |
| ------- | ------------------------------------------------- | ------------------ | -------------------------- | ---------------- |
| Zaim    | Zaim, Stadt in der Republik Moldau                | 18,08° N, 23,03° W | 24                         | Feb 10, 2020     |
| Zarand  | Zarand, Stadt im Iran                             | 3,4° S, 1,5° W     | 2,2                        | Sep 14, 2006     |
| Zaranj  | Zaranj, Stadt in Afghanistan                      | 12,1° N, 112,98° W | 28,0                       | Feb 26, 2008     |
| Zhigou  | Zhigou, Stadt in China                            | 29,1° S, 102,7° W  | 22,0                       | 1991             |
| Zilair  | Silair, Ort in Russland                           | 31,8° S, 33° W     | 48,0                       | 1979             |
| Zir     | Zir, Stadt in der Türkei                          | 18,5° N, 36,6° W   | 6,2                        | 1976             |
| Zongo   | Zongo, Stadt in der Demokratischen Republik Kongo | 33,8° S, 41,8° W   | 46,9                       | 1979             |
| Zulanka | Schulanka, Ort in Russland                        | 2,3° S, 42,3° W    | 47,1                       |                  |
| Zumba   | Zumba, Stadt in Ecuador                           | 28,4° S, 133,2° W  | 3,3                        | 2006             |
| Zuni    | Zuni, Stadt in New Mexico, USA                    | 19,2° N, 29,6° W   | 25,1                       | 1976             |
| Zunil   | Zunil, Mayadorf in Guatemala                      | 7,7° N, 166,1° O   | 10,4                       | 2003             |
| Zutphen | Zutphen, Stadt in den Niederlanden                | 13,8° S, 174,2° O  | 38,0                       | 2003             |